# Irish Tour '74
Irish Tour '74 es el segundo álbum en vivo del guitarrista irlandés de blues rock Rory Gallagher, publicado en 1974 por Polydor Records. Como su nombre lo indica fue grabado en la Isla de Irlanda durante el mes de enero del mismo año en los recintos Ulster Hall de Belfast en Irlanda del Norte, el Carlton Cinema de Dublín y el City Hall en Cork, estos dos últimos en Irlanda.
Obtuvo el puesto 36 en los UK Albums Chart del Reino Unido y fue certificado con disco de oro en dicho país, luego de vender más de 100 000 copias. Mientras que en los Estados Unidos alcanzó la posición 110 en la lista Billboard 200. Cabe señalar que hasta mediados de los años 2000, el disco había vendido más de dos millones de copias en todo el mundo y ha sido considerado como uno de los mejores registros en vivo del género blues rock.
Dentro de la gira fueron incluidos los covers de tres canciones de artistas estadounidenses de blues; Muddy Waters, Tony Joe White y J. B. Hutto En 1999 fue remasterizado y relanzado con dos pistas adicionales en vivo; «Back on My Stompin' Ground (After Hours)» y una versión del tema «Maritime» del músico estadounidense Rosco Gordon.

## Lista de canciones
Todas las canciones escritas por Rory Gallagher, a menos que se indique lo contrario.

| N.º | Título                                        | Escritor(es)   | Duración |  |
| 1.  | «Cradle Rock»                                 |                | 7:38     |  |
| 2.  | «I Wonder Who» (cover de Muddy Waters)        | Muddy Waters   | 7:52     |  |
| 3.  | «Tattoo'd Lady»                               |                | 5:04     |  |
| 4.  | «Too Much Alcohol» (cover de J. B. Hutto)     | J. B. Hutto    | 8:30     |  |
| 5.  | «As the Crow Flies» (cover de Tony Joe White) | Tony Joe White | 6:02     |  |
| 6.  | «A Million Miles Away»                        |                | 9:29     |  |
| 7.  | «Walk on Hot Coals»                           |                | 11:13    |  |
| 8.  | «Who's That Coming?»                          |                | 10:05    |  |

| Pistas adicionales en reedición CD de 1999 |                                            |              |          |  |
| N.º                                        | Título                                     | Escritor(es) | Duración |  |
| 9.                                         | «Back on My Stompin' Ground (After Hours)» |              | 5:18     |  |
| 10.                                        | «Maritime» (cover de Rosco Gordon)         | Rosco Gordon | 0:33     |  |

## Músicos
- Rory Gallagher: voz, guitarra eléctrica y armónica
- Gerry McAvoy: bajo
- Lou Martin: teclados
- Rod de'Ath: batería